# Roncus neotropicus
Roncus neotropicus är en spindeldjursart som beskrevs av Vladimir V. Redikorzev 1937. Roncus neotropicus ingår i släktet Roncus och familjen helplåtklokrypare. Inga underarter finns listade i Catalogue of Life.